# Arorathrips mexicanus
Arorathrips mexicanus är en insektsart som först beskrevs av D. L. Crawford 1909.  Arorathrips mexicanus ingår i släktet Arorathrips och familjen smaltripsar. Inga underarter finns listade i Catalogue of Life.